# Herta Huber
Herta Huber (ur. 24 stycznia 1926 w Luby, zm. 8 kwietnia 2018) – niemiecka pisarka i poetka pisząca w regionalnej odmianie językowej Egerland.
Urodzona w czeskiej miejscowości Luby (dawniej noszące nazwę niem. Schönbach) na pograniczu Czech i Niemiec.

## Publikacje
- Maria Kulm : Historie in Egerländer Mundart / Herta Huber. Die Ill. stammen von Brigitte Magdalena Lorenz 1983
- Spraal u Spriezl : Egerländer Mundart 1985
- "... aber Brennessel wachst schneller" : Heimfahrten in das Egerland von 1956 bis 1976 ; ein Protokoll 1991
- Kinderzeit im Egerland 1999
- Die Grenze ist die alte Gartentür 2011